# Continuum linguistique
Pour les articles homonymes, voir continuum.

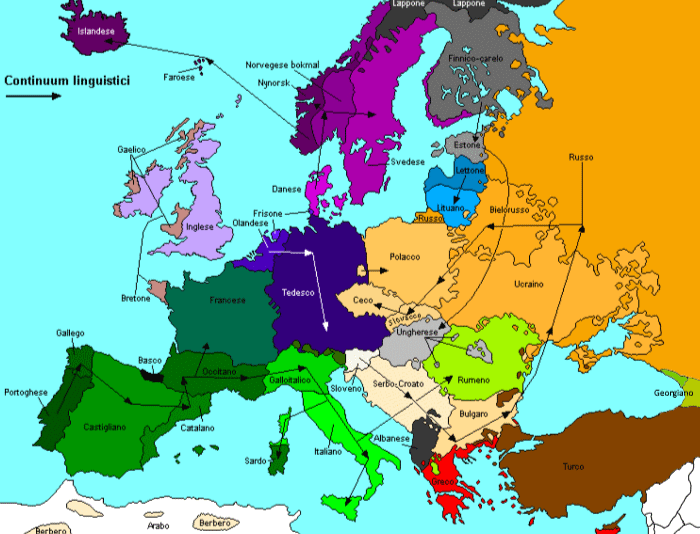
Principaux continuums linguistiques d'Europe. Chaque classe de couleur représente un continuum. Les flèches indiquent les directions de continuité.
----
Langues romanes
Langues germaniques occidentales
Langues scandinaves
Langues slaves

Carte des dialectes de l'arabe.
Les dialectes de la langue arabe forment un continuum linguistique dont l'intercompréhension mutuelle est parfois difficile.

En dialectologie, un continuum linguistique ou une gamme dialectale désigne un ensemble géographique de variétés dialectales caractérisé par l'absence de distinction nette entre dialectes avoisinants. Ces variétés ne sont séparées que par une isoglosse, ou un faisceau réduit d'isoglosses, et sont ainsi intercompréhensibles. L'intercompréhension entre deux zones du continuum décroît à mesure qu'augmente l'éloignement géographique ou linguistique, allant quelquefois jusqu'à disparaître. Dit de façon plus intuitive, on parle de continuum linguistique lorsque deux ou plusieurs variétés linguistiques (langues ou dialectes) se mélangent sans qu'on puisse leur définir de limite géographique précise.
On trouve de par le monde un très grand nombre de continuums linguistiques. La plupart du temps, une langue se présente sous la forme de continuum plutôt que comme un agencement de dialectes clairement différenciés.
L'avènement d'États au cours des derniers siècles a vu la normalisation et l'imposition d'une langue nationale au sein de ses frontières, entraînant la fragmentation du continuum.
Le concept de continuum a parfois été étendu de son acception géographique initiale à un sens sociolinguistique, pour s'appliquer à des ensembles de sociolectes ; on parle alors de continuum sociolectal.

## Exemples
- Des deux côtés de la frontière entre les Pays-Bas et l'Allemagne, les frontaliers parlent des dialectes pratiquement identiques, que ce soit pour le « bas saxon » des deux côtés de la partie nord de la frontière, ou le bas-francique de part et d'autre de la partie sud. Ils se comprennent sans problème, et seraient même incapables, en ne s'en tenant qu'au langage, de définir si une personne des environs est de nationalité allemande ou néerlandaise. Cependant, les deux pays ont établi chacun leur langue officielle standardisée, ainsi les Allemands à cet endroit disent parler un dialecte (une variante locale) de l'« allemand », et les Néerlandais disent parler un dialecte du « néerlandais ». D'un point de vue dialectologique, ils parlent des variétés extrêmement proches, mais du fait de la présence d'une frontière entre deux États indépendants pour des raisons géopolitiques historiques, ils pensent parler des langues différentes[2].
- Traditionnellement, les langues romanes du Portugal, d'Espagne, de France, de Belgique, de Suisse et d'Italie ont été envisagées comme constituant d'un continuum territorial, auquel on peut ajouter le roumain en continuum dialectal avec les parlers italiens du Sud. Ainsi, pour obtenir un continuum entre la France et le Portugal, la chaîne doit passer du sud au nord par le portugais, le galicien, le domaine asturléonais (mirandais, léonais et bable asturien d'ouest en est), le castillan, l'aragonais, le catalan, l'occitan, l'arpitan et le français-langue d'oïl. Toutefois, d'importants changements sociolinguistiques survenus notamment au cours du XXe siècle, en particulier la scolarisation obligatoire (qui a favorisé l'imposition de langues nationales relativement uniformes) et la diffusion de médias de masse comme la radio et la télévision, ont entraîné un affaiblissement des dialectes intermédiaires et le continuum tend à disparaître.
- La classification du gaélique identifie traditionnellement trois « langues » gaéliques. Pour les différents États concernés, il s'agit de la Gaeilge (l’irlandais), de la Gàidhlig (le gaélique écossais) et de la Gaelg (le mannois). En réalité, elles fonctionnent comme un continuum où le taux d’intercompréhension varie : il est fort dans les espaces voisins, mais plus faible entre les espaces linguistiques éloignés. Ainsi, toute la région qui s’étend du sud du Dún na nGall (Donegal) jusqu’à l’Ìle (Islay) en Écosse et au nord et au sud du Mhí (Meath), y compris la plupart du Cinn Tìre (Kintyre) écossais et des parties sud de l’Earra-Ghàidheal (Argyll) et de l’Eilean Arainn (Arran) ont formé un groupe linguistique autrefois très uni, au point qu’aujourd’hui encore, l’intercompréhension est en partie possible. Par contre, les différences entre le gaélique de Cataibh (Sutherland) et celui de Ciarraí (County Kerry) sont trop importantes. On constate donc qu’on se trouve non pas face à trois langues distinctes, mais à une série de dialectes de ce qui est essentiellement une seule et même langue[3].
- Dans les sociétés traditionnelles, le continuum était une réalité pour les adultes ayant voyagé (transhumance, foires, pèlerinages, campagnes militaires, navigation…) et possédant ainsi une base culturelle et linguistique plus étendue. A contrario, pour une personne n'étant pas sortie de son terroir d'origine, l'intercompréhension avec une personne dans la même situation mais venant d'un autre terroir était souvent moins facile. Au-delà d'une centaine de kilomètres, une conversation était de plus en plus difficile et entraînait moqueries et dérision. L'intercompréhension et la polyglossie augmentaient d'ouest en est de l'Europe, c'est-à-dire des pays adossés à l'Atlantique où dominait la sédentarité vers ceux ouverts aux invasions venant d'Asie, où le nomadisme était de plus en plus important jusqu'à être dominant dans les steppes[4].

Il ne faut pas confondre le continuum linguistique qui concerne des langues de mêmes origines, avec les convergences touchant des langues d'origines différentes, que sont les « unions linguistiques » (marquées par des caractéristiques distinctives dues aux influences mutuelles entre les langues concernées), la pidginisation et la créolisation.